# Степени сравнения
Степени сравнения — общее название трёх форм прилагательного или наречия, выражающих различные степени качества, присущего предмету, имя которого определяется этим прилагательным или наречием. Эти степени — положительная, сравнительная и превосходная.

## Определение для имени прилагательного в степени его сравнения
По своему образованию степени сравнения имеют различные источники, и часто образуются от разных корней; это так называемые супплетивные степени сравнения. 
Так, например, русское прилагательное «хороший» (эта форма называется положительной степенью) имеет сравнительную степень «лучше» и превосходную «лучший». В латинском языке: bonus «хороший», сравнительная степень — melior, превосходная степень — optimus; в древнегреческом: ἀγαθός «хороший», сравнительная степень — βελτίων, превосходная — βέλτιστος. 
Выражая различные степени качества, формы степеней сравнения могут образовываться только от качественных прилагательных, то есть таких, которые обозначают качество (тяжёлый — тяжелее, длинный — длиннее, высокий — выше, тёмно-серый — тёмно-серее…), а не материал или принадлежность (как деревянный, железный, волчий, лисий и т.д.). Последние неспособны к образованию сравнительной степени.

## Языки без степеней сравнения
Существуют языки, в которых степени сравнения не различаются привычным способом; к таким относятся, например, тсонга (семья банту) в ЮАР и самоанский язык (австронезийские языки) в Океании.
1. В языке тсонга не существует аффиксов для выражения степеней сравнения; самый простой способ выражения сравнительной степени — добавление частицы ka: mbyana leyi n’yikulu ka yoleyo «Эта собака большая по сравнению с той». Используются также глагол ku tlula (ku tlurisa) «превосходить»: Mbyana leyi yi leva ku tlula leyo, буквально: «Эта собака достаточно дикая, чтобы превзойти ту»; Nguvu leyi n’yinene ku tlurisa hikwato «Эта ткань достаточно хороша, чтобы превзойти все»[1].
2. Чтобы сообщить о том, что один предмет лучше, чем второй, в самоанском языке используется конструкция «это хорошее, а то — не очень хорошее» или «это хорошее, но то — плохое»: e lelei lenei, ʻa e leaga lenā[2].

## Сравнительные выражения
Как до, так и после сравнительных оборотов в различных языках прибегают к разным формам выражения сравнения.
| Язык        | Положительная степень (пример) | Сравнительная степень                             | Союз + сравнительная степень | Сравнительная степень + союз | Превосходная степень                                      |
| ----------- | ------------------------------ | ------------------------------------------------- | ---------------------------- | ---------------------------- | --------------------------------------------------------- |
| Русский     | зелёный                        | -ее, -ей, более (зеленее, зеленей, более зелёный) | чем (зеленее), тем           | (зеленее), чем               | самый/наиболее (зелёный) + -ейш(ий)/-айш(ий) (зеленейший) |
| Английский  | green                          | -er, more (greener)                               | the (green)er, the…          | (greener), than…             | the (green)est, the most …                                |
| Армянский   | կանաչ                          | ավելի, (ավելի կանաչ)                              | ավելի քան կանաչ              | ավելի կանաչ քան…             | ամենա-,(ամենականաչ), -(ա)գույն, (կանաչագույն)             |
| Немецкий    | grün                           | -er (grüner)                                      | je (grün)er, desto (umso)…   | (grün)er, als…               | am (grün)sten, der/die/das (grün)ste                      |
| Французский | vert                           | plus (vert)                                       | plus (vert), plus…           | plus (vert), que             | le plus (vert)                                            |
| Испанский   | verde                          | más (verde)                                       | cuanto (verde) tanto         | más (verde) que              | el más (verde)                                            |
| Итальянский | verde                          | più (verde)                                       | tanto (verde) quanto         | più (verde) che              | il/la più (verde)                                         |